# Saint-Jeure-d’Andaure
Saint-Jeure-d’Andaure ist eine französische Ortschaft im Osten des Zentralmassivs und eine Gemeinde mit 101 Einwohnern (Stand: 1. Januar 2022) im Département Ardèche in der Region Auvergne-Rhône-Alpes. Sie gehört zum Kanton Haut-Eyrieux und zum Arrondissement Tournon-sur-Rhône. 
Sie grenzt im Norden an Rochepaule, im Nordosten an Lafarre, im Osten an Nozières (Berührungspunkt), im Südosten an Labatie-d’Andaure, im Süden an Désaignes, im Südwesten an Saint-Agrève und im Westen an Devesset. 

## Weblinks

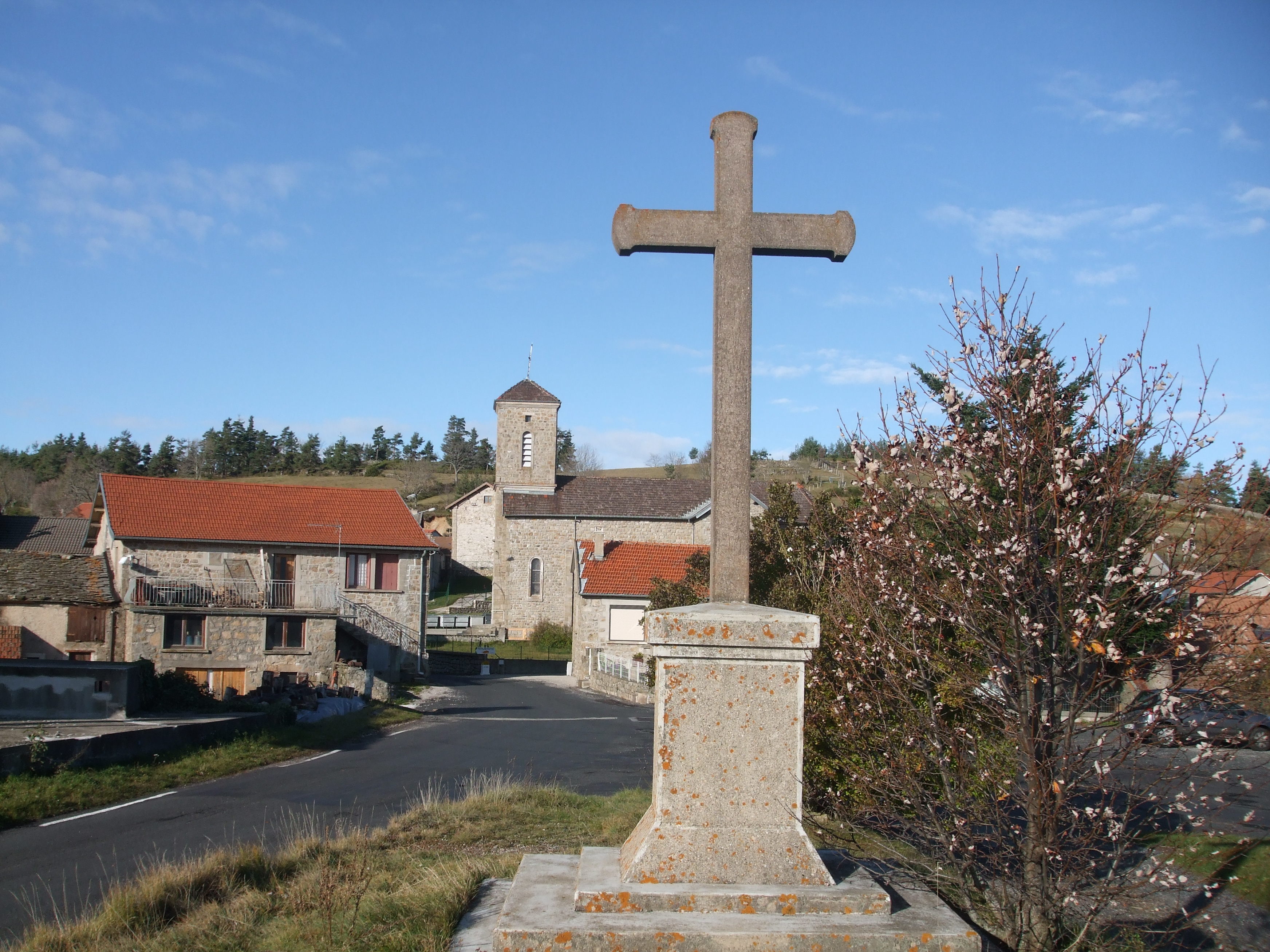
Flurkreuz

## Bevölkerungsentwicklung
| Jahr                       | 1962 | 1968 | 1975 | 1982 | 1990 | 1999 | 2008 | 2014 |
| -------------------------- | ---- | ---- | ---- | ---- | ---- | ---- | ---- | ---- |
| Einwohner                  | 287  | 234  | 176  | 143  | 94   | 96   | 92   | 109  |
| Quellen: Cassini und INSEE |      |      |      |      |      |      |      |      |